# Robert Vișoiu
Robert Vișoiu (Pitești, 10 de fevereiro de 1996) é um automobilista romeno.

## Carreira

### Cartismo
Com seis anos, Vișoiu sentou-se, pela primeira vez, ao volante de um kart, marcando o início de sua carreira no cartismo. Ele correu principalmente na Romênia, seu país natal, até 2009, tornando-se bicampeão no Mini Class e campeão na categoria KF3. Em 2009 Vișoiu mudou para competições internacionais de KF3.

### Fórmula Abarth
Em 2011, Vișoiu se formou em monopostos, competindo na Fórmula Abarth pela Jenzer Motorsport. Conquistou uma vitória na corrida em Misano e outros dois pódios fizeram-no terminar na sexta posição na série italiana. Na série europeia, o piloto romeno terminou em quarto lugar com duas vitórias, incluindo a vitória na final da série no circuito da Catalunha.

### GP3 Series
Ele continuou sua colaboração com a Jenzer Motorsport na GP3 Series em 2012. Vişoiu terminou a temporada em décimo quarto na classificação geral com vinte e quatro pontos, incluindo um pódio em Barcelona. Em 2013, ele foi correr pela equipe MW Arden juntamente com os estreantes Daniil Kvyat e Carlos Sainz Jr..

### Fórmula Três
Apesar dos seus compromissos com a GP3, Vișoiu também participou do Campeonato Italiano de Fórmula 3 em 2012 com o Ghinzani Arco Motorsport. Ele terminou a temporada em nono no geral, marcando dois pódios em Hungaroring e vencendo a corrida de velocidade na rodada do circuito de Mugello. Vișoiu não participou nas rodadas de Misano ou Imola, devido aos conflitos de datas com as rodadas de Silverstone e Spa-Francorchamps da época da GP3 Series.

### GP2 Series
Originalmente ele pretendia deixar o esporte a motor para se concentrar em sua educação, mas foi anunciado que Vişoiu participaria da temporada de 2015 da GP2 Series pela Rapax. Ele terminou em décimo sétimo no geral, em nítido contraste com seu companheiro de equipe, Sergey Sirotkin, que terminou em terceiro.

### Fórmula 2
Depois de um ano fora do automobilismo em 2016, Vișoiu foi contratado pela Campos Racing para disputar o Campeonato de Fórmula 2 da FIA de 2017 a partir da rodada de Mônaco. No entanto Vișoiu saiu da categoria e de todas as formas de automobilismo antes da rodada de Jerez, dando uma pausa em sua carreira de piloto e posteriormente sendo substituído por Álex Palou.